# Matrilinaje

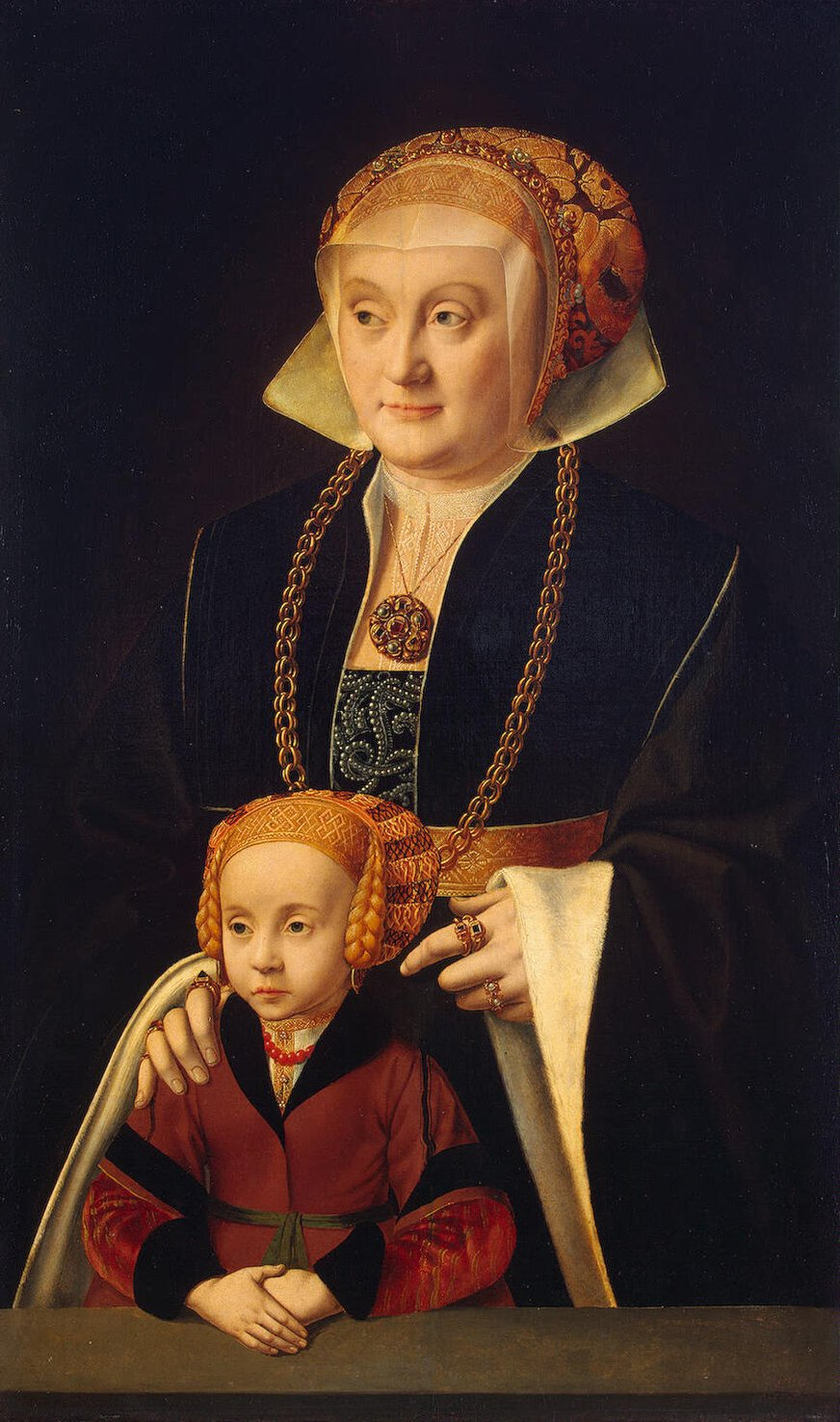
Bartholomäus Bruyn.

El matrilinaje es un sistema de linaje en el que, en oposición al patrilinaje, la adscripción del individuo se realiza por vía materna, por lo que los ancestros familiares principales son parientes de la madre. Cada individuo se considera principal o únicamente descendente de la madre, formando parte de su grupo o clan familiar, y compartiendo las propiedades familiares o herencias con los demás familiares de la madre –que incluyen a sus hermanos, tíos maternos, abuela materna, tíos abuelos maternos, etcétera. 
La sucesión fraternal (modo sucesorio en el cual un hermano sucede a otro) suele ser matrilineal (es decir, sucede un hermano materno), así como la sucesión a través del hijo varón de una hermana (régimen sucesorio empleado, por ejemplo, por los antiguos Ashanti), si bien la sucesión fraternal también puede ser patrilineal (sucesión a través de un hermano paterno). Otra forma sucesoria matrilineal es aquella en la que una hija sucede a su madre.
Ejemplos de sociedades matrilineales se encuentran en varios pueblos originarios de Norte América, tales como los Cheroqui, Choctaw, Gitxsan, Haida, Hopi, Iroqueses y navajos, así como en muchas sociedades africanas subsaharianas y norteafricanas como la cultura amazigh. 

## Sociedad matrilineal
Una sociedad matrilineal es la que posee un sistema de descendencia que se define por la línea materna. En éstas, el individuo pertenece al grupo por su vinculación con las mujeres del mismo, es decir, la familia matrilineal incluye a la madre, la abuela materna, la madre de esta, etc. y a sus descendientes por línea femenina.
Ejemplos bien conocidos de sociedades matrilineales son los iroqueses del norte de Norteamérica y los chibchas precoloniales del centro de Colombia y un número importantes de sociedades europeas de la antigüedad clásica y preclásica.
El matriarcado es una acepción diferente a la de matrilocalidad, usado por algunos antropólogos para describir sociedades en donde la autoridad maternal se basa en relaciones domésticas, debiéndole al esposo unirse a la familia de la esposa, en lugar que la esposa se mude a la villa o tribu del esposo, así, ella es mantenida por su familia extendida, y el esposo tiende a estar socialmente aislado. Otros pasos coadyuvantes son la matrifocalidad y la poliandria, generalmente fraternal.
Así, el Matriarcado, es una combinación de estos factores; este incluye matrilinealidad y matrilocalidad. Pero lo que es más importante es el hecho que la mujer está a cargo de la distribución de los bienes para el clan y, especialmente, las fuentes de nutrición, campo y comida. Esta característica hace que cada miembro del clan dependa más allá de la matrilinealidad y matrilocalidad, y le otorga a la mujer una fuerte posición en las sociedades que hoy son consideradas matriarcales.

### Evidencia empírica
La evidencia histórica muestra que en todos los tiempos han existido sociedades con organización matrilineal junto a formas basadas en la patrilinealidad. Un análisis contenido en el Ethnographic Atlas (1967) de George P. Murdock sobre 752 sociedades históricamente documentadas dio los siguientes datos:
| Tipo de filiación | Matrilocal | Avunculocal | Patrilocal   | Otras      |              |
| ----------------- | ---------- | ----------- | ------------ | ---------- | ------------ |
| Patrilineal       | 1 (0,13%)  | 0           | 563 (74,87%) | 25 (3,32%) | 588 (78,32%) |
| Matrilineal       | 53 (7,05%) | 62 (8,24%)  | 30 (3,99%)   | 19 (2,52%) | 164 (21,68%) |
Se observa que algo más de una quinta parte de las sociedades tienen un régimen de filiación matrilineal, en el que los individuos reciben el nombre familiar, la herencia y el prestigio de su rama materna, siendo los bienes, el estatus social, etc. heredados generalmente por los hijos de la hermana materna o por los hermanos maternos del fallecido. En general en las sociedades matrilineales las mujeres tienen un estatus social más alto que en sociedades patrilineales. Aunque difícilmente puede decirse que la mayoría de sociedades matrilineales sean genuinos matriarcados, ya que en la mayoría de sociedades matrilineales muchas de las más altas responsabilidades políticas y legislativas también están en manos de los hombres.

### Causas de la matrilinealidad
Se observan correlaciones más o menos claras entre las ventajas de la organización matrilineal y ciertas la organización socioeconómica de una sociedad. Así algunos factores que parecen haber favorecido o influido la preferencia de la matrilinealidad en algunas sociedades son:
- Necesidad de ausencias prolongadas de los miembros masculinos en guerras, cacerías o empresas comerciales. En ese caso las mujeres quedan al cargo de la producción de alimentos y otras tareas básicas con lo cual un grupo de mujeres emparentadas administra la casa familiar. En la misma situación en una sociedad patrilineal el hogar del clan quedaría a cargo de un grupo de mujeres no emparentadas genéticamente: suegras, cuñadas, etc.
- Presencia de pueblos vecinos también matrilineales. Obviamente si una pequeña población es sigue el modelo matrilocal, y sus vecinos son aldeas o grupos patrilocales, en ausencia de los hombres de la primera aldea es previsible que las aldeas vecinas aprovechen para atacar. De hecho, en la mayoría de sociedades matrilocales las expediciones de hombres están formadas por hombres de diversas aldeas y sin parentesco entre sí (ya que en ellas el nombre familiar se hereda de la madre). Un buen ejemplo de sociedad matrilocal fueron los Iroqueses de América del Norte, o ciertos pueblos "muy beligerantes" del amazonas que extendieron sus dominios sobre tribus lejanas.

## Ejemplos

### Sociedad iroquesa
Los indígenas iroqueses del norte de Norteamérica son uno de los ejemplos mejor conocidos de sociedad matrilineal. En los iroqueses la madre era la cabeza de la familia y la descendencia se trazaba a través de ella, esto se demuestra en que cuando las hijas alcanzaban la pubertad y se casaban, traían a sus esposos a vivir a casa de sus madres, en cambio, los hijos se iban a las casas de sus esposas.
Por lo anterior, muchas generaciones de una familia vivían juntas y llegaban a ser una "gran familia". Un conjunto de estas grandes familias, daba origen a un clan, y a su vez la agrupación de 10 o 12 clanes formaba una villa.
Una mujer de cada clan elegía una matrona para representarla en los asuntos de la "villa". Las matronas se encargaban de organizar las labores agrícolas y del hogar. Los hombres se dedicaban a cazar y pescar, pero era la mujer quien controlaba la comida una vez que esta estaba dentro de su gran casa.
Finalmente, si una mujer quería el divorcio, esta dejaba las pertenencias de su esposo en la puerta de su casa. En caso de separación era ella quien mantenía a sus hijos y disponía los matrimonios de estos.

### Sociedades protohistóricas de Europa
Algunas sociedades de la protohistoria europea presentan claros rasgos de organización matrilineal:
- Pueblos germanos presentaban avunculocalidad, tal como explica Tácito, «los hijos de una hermana tienen la misma con respecto a su tío que a su padre, algunos incluso consideraban al hermano de la madre como el vínculo más fuerte».
- Antigua Grecia, los antiguos cretenses minoicos reverenciaban preferentemente deidades femeninas, otorgaban a la mujer una papel destacado en la vida pública y practicaban la matrilocalidad. En la Grecia clásica los espartanos el matrimonio era matrilocal, ya que los maridos iban a vivir con sus esposas a casa de la madre esta, tal como explica Plutarco. Este es un ejemplo de como una sociedad belicosa que requiere la ausencia prolongada de los hombres por la guerra tiene organización matrilineal. También Homero menciona que entre los micénicos (eolio-jónicos) «los hijos varones se marchaban a aldeas extranjeras para servir y casarse con las mujeres que poseían allí la tierra» (ya que algunas sociedades matrilineales dictan la sucesión femenina).
- Lidios Heródoto menciona que los lidios «tienen la singular costumbre que los diferencia de todas las demás naciones del mundo: que llevan el nombre de sus madres, no el de sus padres», lo cual es una clara muestra de nombre familiar heredado por vía materna.
- Etruscos y romanos primitivos. Un cierto número de indicios sugieren que los etruscos pudieron poseer una organización matrilineal. Esta influencia se refleja en el latín, si bien en época posterior los romanos tenían una organización patrilineal en latín existían palabras diferentes para tío materno (avunculus) y tío paterno (patruus), así como para tía paterna (amita) y tía materna (matertera). El hecho que de la palabra para tío materno sea un diminutivo de avus 'antepasado' sugiere que los romanos primitivos pudieron haber tenido una organización matrilineal con avunculocalidad.
- Los astures son otro ejemplo aducido de sociedad con organización matrilineal, dado lo mencionado por historiadores romanos Plinio el Viejo y Estrabón. Según ellos, los astures practicaban la costumbre de la covada en la que el hombre fingía los dolores del parto. La Casa Real asturiana y la familia real del Reino de León en la Edad Media parecen haber seguido una sucesión matrilineal según los estudios de la profesora de la Universidad de León, Margarita Torres.

Sin embargo, ese período de organización matrilineal detectado en algunas sociedades durante la protohistoria, parece haber dado paso sin excepción a sistemas de organización patrilineal, con la consolidación de las estructuras estatales estables de mayor complejidad, como las encontradas a finales de la alta Edad Media en toda Europa meridional y central.

## Genética
En términos biológicos, todos los descendientes de una mujer, sean hombres o mujeres heredan de ella sus mitocondrias. La explicación se debe a que el espermatozoide al fecundar al óvulo se desprende de su flagelo y con ello de todo su material celular a excepción del núcleo, el cual se fusiona con el del óvulo. Es por ello por lo que en el cigoto solo están presentes las mitocondrias que le confirió su madre. De acuerdo con esto, todos tenemos las mitocondrias de nuestra madre las cuales le fueron heredadas de su madre (nuestra abuela), esta las heredó de su progenitora y así previamente. Esto da como resultado que todos los seres humanos desciende por línea materna de una sola mujer llamada la Eva mitocondrial.

## Términos jurídicos
En varias sociedades occidentales, se transmite únicamente el apellido paterno a los hijos. Ejemplo de esto son principalmente las sociedades anglosajonas. En la mayor parte del mundo de habla hispana, los recién nacidos reciben el primer apellido de ambos progenitores (apellido paterno seguido de apellido materno). En la siguiente generación, cederán su primer apellido (el paterno) por lo que el apellido materno tanto de padres como de madres se perderá. En algunos casos, el hijo de una madre soltera recibe el apellido de la madre y el nombre del padre se omite. Sin embargo, en la sociedad occidental moderna la adscripción a linajes no es relevante. En otras palabras, la nominación de un nuevo hijo no implica la adscripción a la familia de uno de sus padres puesto que los lazos de parentesco han perdido relevancia como organizadores de las relaciones sociales.
Es también factible y legítimo heredar los bienes de las madres y ancestros femeninos hasta la tercera y cuarta generación, dependiendo de las leyes de los estados o países que correspondan. En este caso se habla de herencias matrilineales. En este tipo de organización familiar el padre es recibido como un visitante, y el papel paterno lo ejercen los hermanos de la madre.